# Анхелика Ривера
Анхелика Ривера (шп. Angélica Rivera) мексичка је глумица и бивша прва дама Мексика, позната по улогама у теленовелама.

## Теленовеле
| Година:       | Српски назив:   | Оригинални назив: | Улога:             |
| ------------- | --------------- | ----------------- | ------------------ |
| 2007.         | Опијени љубављу |                   | Тереза / Маријана  |
| 2003. / 2004. | Маријана        |                   | Марсија Монтенегро |
| 2001.         | /               |                   | Маријана Кампос    |
| 1998. / 1999. | /               |                   | Анхела Белати      |
| 1997. / 1998. | /               |                   | Елена Роблес       |
| 1995.         | /               |                   | Рехина Виљареал    |
| 1993.         | /               |                   | Исабел             |
| 1991.         | /               |                   | Ђована Карини      |
| 1991.         | /               |                   | Силвана Велез      |
| 1990          | /               |                   | Мариса             |
| 1989. / 1990. | /               |                   | Исабела            |
| 1988. / 1989. | /               |                   | Хина               |

## Серије
| Година: | Српски назив: | Оригинални назив: | Улога: |
| ------- | ------------- | ----------------- | ------ |
| 1995.   | /             |                   | /      |
| 1993.   | /             |                   | /      |

## Представе
| Година: | Оригинални назив: | Улога: |
| ------- | ----------------- | ------ |
| 1993.   |                   | /      |

## Награде
| Година: | Категорија:                                             | Теленовела: | Резултат:            |
| ------- | ------------------------------------------------------- | ----------- | -------------------- |
| 2008.   | Најбоља протагонисткиња                                 |             | Добитница            |
| 2004.   | Најбоља негативка                                       |             | Добитница            |
| 2002.   | Најбоља протагонисткиња                                 |             | Номинована           |
| 1999.   | Најбоља протагонисткиња                                 |             | Номинована           |
| 1996.   | Најбоља протагонисткиња Најбоље женско глумачко откриће |             | Номинована Добитница |
| 1994.   | Најбоље женско глумачко откриће                         |             | Номинована           |
| 1991.   | Најбоља најмлађа глумица                                |             | Номинована           |